# Progressief Westland
Progressief Westland is een voormalige Nederlandse lokale politieke partij in de gemeente Westland. De partij kwam voort uit een samenwerkingsverband van de Partij van de Arbeid en GroenLinks.

## Ontstaansgeschiedenis
In 2004 ontstond er in de gemeente Westland een verregaande samenwerking tussen de Partij van de Arbeid, GroenLinks, D66 en de lokale partij LEF, onder de naam Progressief Westland. Voor de verkiezingen van 2006 besloot D66 zich terug te trekken uit het samenwerkingsverband en met een eigen lijst mee te doen aan de verkiezingen. De lokale partij LEF ging op in de PvdA. Hierop besloten de lokale leden van de PvdA en GroenLinks een nieuwe partij op te richten, die de naam Progressief Westland meekreeg. Ger Alleblas, oud-PvdA-wethouder in Naaldwijk, werd de eerste lijsttrekker.

## Politieke geschiedenis
Bij de gemeenteraadsverkiezingen van 2006 behaalde de partij 4 van de 37 zetels in de gemeenteraad, wat een evenaring was van het aantal zetels tijdens de samenwerking met D66 en LEF. In 2010 leverde de partij een zetel in.
Nadat Westland Verstandig in september 2012 besloot het vertrouwen in het zittende college, dat bestond uit Westland Verstandig, CDA en Gemeente Belangen Westland, op te zeggen, trad Progressief Westland toe tot het college. Mohamed El Mokaddem (PvdA) werd hierop wethouder met als portefeuille volkshuisvesting, vastgoed, sport, jeugd- en jongerenwerk en communicatie.
In 2016 liep de samenwerking schipbreuk op, na een intern conflict. Ulbe Spaans splitste zich af van de driekoppige fractie, en ging alleen verder namens GroenLinks. Bij de verkiezingen van 2018 deden de twee partijen zelfstandig mee, en behaalden ze allebei één zetel.